# Kova–szaru szivacsok
A kova–szaru szivacsok (Demospongiae) a szivacsok (Porifera) törzsének egy osztálya nagyjából 8000 recens fajjal; ez a ma élő szivacsfajok 90 százaléka.

## Származásuk, elterjedésük
Meglehetősen rosszul fosszilizálódnak, de akkora tömegekben éltek, hogy viszonylag sok kövületük maradt fenn. Az osztály a kambrium elején alakult ki, és a korai krétára már valamennyi rendje kifejlődött (Hoffmann–Mátics).

## Megjelenésük, felépítésük
Vázuk szilícium-dioxid anyagú szivacstűkből és sok esetben sponginból épül fel — a spongin egy kizárólag erre az osztályra jellemző, szálas, szaruszerű fehérje. A sponginrostok a kovatűket kapcsolják össze. Kovatűi a szivacsok egy másik osztályának, az üvegszivacsoknak is vannak, de a két osztály tűinek alakja eltérő. A fosszíliák ásványos összetétele értékes információkat nyújt az óceán vizének egykori sótartalmáról és hőmérsékletéről.
Méretük és alakjuk igen változatos; egyes fajok élénk színűek (Lőrinczi–Torma).
Felépítésük túlnyomórészt leukonoid típusú (aszimmetrikus). Méretük és formájuk változatos; a legnagyobbak átmérője eléri az 1 métert. Belsejükben bonyolult csatornarendszer alakult ki.

## Életmódjuk, élőhelyük
Legtöbbjük tengeri, de  a szivacsok másik két osztályától eltérően közöttük előfordulnak édesvízi fajok is. Hosszú életűek; a fajok többségének várható élettartama 500–1000 év.
Az elmúlt több mint félmilliárd évben rendkívül változatos környezeti feltételekhez alkalmazkodtak, így a trópusok sekély és meleg partmenti vizeitől a mélytengerekig mindenfelé megtalálhatók.
Ebbe az osztályba tartozik az édesvízi szivacsok egyetlen rendje (Spongillida), de a fajok nagy többsége ebben az osztályban is tengeri (Lőrinczi–Torma).

### Ivaros szaporodásuk
Nagy többségük hímnős (hermafrodita), de az önnemzés kivételesen ritka. Nincsenek ivarmirigyek: a spermiumok feladatait choanocyták láltják el, a petesejtekké pedig az archeociták alakulnak át.
A vízbe engedett hím sejtek a pórusokon jutnak be a másik szivacsba, és ott mennek a mezóliumban termékenyítik meg a petesejteket. Néhány kivétellel elevenszülők: a megtermékenyített petesejt a testben marad, amíg a lárva ki nem kel.
Néhány faj a petesejteket is a vízbe engedi, és ott termékenyülnek meg.
A lárvák egy ideig planktonikus életet élnek (lebegnek), majd valamilyen felülethez tapadnak, és ott kifejlett szivaccsá alakulnak.

## Rendszertani felosztásuk
Az osztályt 3 alosztályra és az alosztályba nem sorolt Myceliospongia nemre bontják:
1. Heteroscleromorpha alosztály 17 renddel
- Agelasida
- Agelasida
- Biemnida
- Bubarida
- Clionaida
- Desmacellida
- Haplosclerida
- Merliida
- Poecilosclerida
- Polymastiida
- Scopalinida
- Sphaerocladina
- édesvízi szivacsok (Spongillida)
- Suberitida
- Tethyida
- Tetractinellida
- Trachycladida

2. Keratosa alosztály 2 renddel
- Dendroceratida
- Dictyoceratida

3. Tetractinomorpha alosztály 3 renddel:
- Chondrillida
- Chondrosiida
- Verongiida